# اختلال کم‌توجهی-بیش‌فعالی
اختلال کم‌توجهی-بیش‌فعالی در فرهنگ عامه بیش‌فعالی (به انگلیسی: Attention deficit hyperactivity disorder) و به اختصار ADHD، کافَک یک اختلال عصبی رشدی است که با اختلال عملکرد اجرایی و علائمی همچون نقص در توجه و تمرکز، بی‌احتیاطی، بیش‌فعالی و تکانشگری که فراگیر، مخرب و در عین حال برای سن فرد غیرطبیعی هستند مشخص می‌شود.
علائم این اختلال ناشی از نقص در عملکرد اجرایی است، و اختلال در تنظیم عاطفی اغلب به‌عنوان یک علامت اصلی در نظر گرفته می‌شود. در کودکان، مشکلات توجه ممکن است منجر به عملکرد ضعیف در مدرسه شود. ADHD با سایر اختلالات عصبی رشدی و روانی و همچنین برخی از اختلالات غیر روانی همراه است که می‌تواند باعث اختلالات مضاعف به خصوص در جامعه مدرن شود. اگرچه افراد مبتلا به ADHD ممکن است برای حفظ توجه بر روی وظایفی که مستلزم «پاداش یا تنبیه تأخیری» هستند، تلاش بسیاری نیاز داشته باشند، با این حال اغلب قادرند برای کارهایی که برایشان جالب یا باارزش است، سطح توجه غیرمعمول طولانی و شدیدی را نشان دهند؛ این مسئله به عنوان بیش‌تمرکزی شناخته می‌شود.
علل دقیق ADHD در اکثر موارد ناشناخته است. برای اکثر افراد مبتلا به ADHD، بسیاری از عوامل خطر ژنتیکی و محیطی برای ایجاد این اختلال وجود دارد. خطرات محیطی اغلب تأثیر خود را در اوایل دوره قبل از تولد اعمال می‌کنند. در برخی موارد یک رویداد خاص به تنهایی، مانند آسیب مغزی تروماتیک، قرار گرفتن در معرض خطرات زیستی در دوران بارداری، یک جهش ژنتیکی عمده یا محرومیت شدید تغذیه‌ای در اوایل زندگی ممکن است باعث ایجاد ADHD شود و به‌جز زمانی که ADHD ناشی از آسیب مغزی تروماتیک باشد، هیچ شروع بیولوژیکی مشخصی برای اختلال کم‌توجهی بیش‌فعالی بزرگسالان وجود ندارد.
عوامل ژنتیکی نقش مهمی در ابتلا به ADHD دارند و این اختلال معمولاً در افراد یک خانواده دیده می‌شود و احتمال میزان وراثت‌پذیری آن ۷۴ درصد است. سموم و عفونت‌ها در دوران بارداری و همچنین آسیب مغزی می‌توانند برخی از خطرات محیطی در ابتلا به این اختلال باشند.
طی بررسی‌های انجام شده، طبق معیارهای DSM-IV به‌طور میانگین حدود ۵ الی ۷٪ و طبق معیارهای ICD-10 (سازمان بهداشت جهانی) ۱ الی ۲٪ از کودکان به این اختلال مبتلا هستند. نرخ ابتلا بین کشورها مشابه بوده و اکثر تفاوت‌ها به نحوهٔ تشخیص آن وابسته است. ADHD تقریباً دو برابر بیشتر از دختران در پسران، و در مردان ۱٫۶ برابر بیشتر از زنان تشخیص داده می‌شود، این اختلال اکثراً در دختران نادیده یا در اواخر زندگی تشخیص داده می‌شود زیرا علائم آنها گاهی با معیارهای تشخیصی ناهمخوانی دارد. حدود ۳۰ تا ۵۰ درصد از افرادی که در دوران کودکی مبتلا تشخیص داده می‌شوند، همچنان در بزرگسالی علائم آن را بروز می‌دهند و در ۲٫۵۸ درصد از بزرگسالان دارای ADHD، علائم از دوران کودکی شروع شده است؛ با این حال علائم آن با آژیتاسیون (بی‌قراری) درونی جایگزین می‌شود و بزرگسالان اغلب راهبردهای مقابله‌ای را برای جبران آسیب‌های ناشی از آن ایجاد می‌کنند.
تشخیص این وضعیت از سایر شرایط و همچنین از سطوح بالای فعالیت در محدوده رفتار طبیعی می‌تواند دشوار باشد. ADHD تأثیر منفی بر کیفیت زندگی مرتبط با سلامتی بیمار دارد که ممکن است توسط سایر شرایط روانی مانند اضطراب و افسردگی بیشتر تشدید شود یا خطر ابتلا به آن را افزایش دهد. توصیه‌های مدیریت ADHD متفاوت است و معمولاً شامل ترکیبی از داروها، روان‌درمانی و تغییرات سبک زندگی می‌شود. دستورالعمل طبقه‌بندی اختلالات بریتانیا بر اصلاحات محیطی و آموزش در مورد ADHD برای افراد و مراقبین به عنوان اولین خط مدیریتی تأکید دارد. در صورت تداوم علائم، آموزش والدین، دارودرمانی یا روان‌درمانی (به ویژه درمان رفتاری-شناختی) می‌تواند بر اساس سن توصیه شود. دستورالعمل‌های مراقبتی، به جز در کودکان پیش‌دبستانی که خط اول درمان برای آنها تنها رفتار درمانی است، انجام همزمان دارو و رفتار درمانی را توصیه می‌کنند. داروها اگرچه ممکن است عوارض جانبی داشته باشد، همچنان مؤثرترین درمان به‌شمار می‌روند، با این حال در صورت قطع دارو، هرگونه بهبودی برگردانده خواهد شد.
تشخیص و درمان ADHD از دهه ۱۹۷۰ تا به امروز بحث‌برانگیز بوده، این مناقشات پزشکان، معلمان، سیاست گذاران، والدین و رسانه‌ها را درگیر کرده که شامل علل ADHD و استفاده از داروهای محرک در درمان آن است. بیش‌فعالی در حال حاضر یک تشخیص بالینی معتبر در کودکان و بزرگسالان بوده و بحث در جامعه علمی عمدتاً بر نحوه تشخیص و درمان آن متمرکز است. اختلال کم‌توجهی-بیش‌فعالی از سال ۱۹۸۰ تا ۱۹۸۷ به‌طور رسمی به عنوان اختلال کم‌توجهی (ADD) شناخته و قبل از دهه ۱۹۸۰، به عنوان واکنش بیش‌فعالی دوران کودکی شناخته می‌شد. علائمی مشابه اختلال ADHD در ادبیات پزشکی مربوط به قرن ۱۸ توصیف شده است.

## علائم و نشانه‌ها
به‌طور معمول علائم این اختلال عبارت‌اند از:
1. نقص در تنظیم توجه شامل:
  - دامنه توجه بسیار کوتاه
  - مستعد به حواس‌پرتی
  - ناتوانی در حفظ تمرکز و توجه به فعالیت‌هایی که به آن علاقه ندارند
  - رها کردن کارها به‌طور ناتمام
  - توجه شدید (Hyperfixation) و طولانی به در موضوعاتی که شخص به آنها علاقه زیاد دارد یا برایش جذاب است یا اموری که دارای پاداش فوری هستند / در برابر پاداش تأخیری (مانند گذراندن زمان بسیار زیاد در شبکه‌های اجتماعی و ویدئو گیم)
2. بیقراری و پرتحرکی (یا فزون‌کنشی)
3. رفتارهایی که انگیزه آنی دارند و بدون فکر قبلی انجام داده می‌شوند. (رفتارهای تکانشی)
4. مشکلات خواب (بی‌خوابی یا سخت از خواب بیدار شدن)[۴۱]

رفتار فرد معمولاً همراه با پرتحرکی، بی‌توجهی و رفتارهای ناگهانی (رفتارهای تکانشی) است. این رفتارها از قبیل انجام کارها به‌طور نیمه‌کاره، عدم تلاش ذهنی برای انجام تکالیف، فعالیت و تحرک بدنی بسیار بالا حتی زمانی که مشغول بازی نیستند، گم کردن پی در پی وسایل شخصی، نداشتن تمرکز و دقت بالا در انجام کارها می‌باشد. در دوران مدرسه ممکن است بروز اختلالات یادگیری خصوصاً اختلال در خواندن و نوشتن را داشته باشند.
معمولاً این افراد با افزایش و بین سنین دوازده تا بیست سالگی موارد مرتبط به پرتحرکی و عوامل حرکتی آنها بهبود می‌یابد اما مشکل توجه و تمرکز آنها همچنان باقی می‌ماند. در پانزده تا بیست درصد موارد علائم تا بزرگسالی باقی می‌ماند. افراد مبتلا به این اختلال در بزرگسالی علائم مربوط به پرتحرکی را نشان نداده و علائمی آژیتاسون (بی‌قراری روانی-حرکتی)، رفتار تکانه‌ای و اختلال توجه و تمرکز نشان می‌دهند. این افراد همچنین در برنامه‌ریزی نیز مشکل دارند. عمده مشکل آن‌ها شامل اولویت بندی، حل کردن مسائل، مدیریت زمان و پایان دادن کارهایی است که شروع کرده‌اند. همچنین افراد دارای این اختلال، پنج برابر افراد عادی مستعد چاقی هستند.

## علل
علت بیشتر مبتلایان به عارضه بیش‌فعالی هنوز روشن نیست ولی گمان می‌رود که جزو بیماری‌های چند عاملی با ریشه ژنتیکی و در ارتباط با محیط باشد. در مورد علت تروما و عفونت مغزی البته قطعی بودن علت وجود دارد. عامل ژنتیکی این عارضه بیشتر در پدران کودکانی که دچار بیش فعالی هستند، وجود دارد اما عوامل محیطی نیز بر افزایش شدت این عارضه بسیار مؤثر هستند. این اختلال به میزان سه تا پنج برابر در پسران نسبت به دختران شایع‌تر است. اگر در دوران نوزادی یعنی چهار هفته اول تولد، کودک با مشکل تغذیه یا بهداشتی، روانی مواجه باشد یا اگر مادر در دوران بارداری، سیگار یا الکل مصرف کند، این افراد بیشتر در معرض خطر بیش فعالی قرار دارند.
در دومین چاپ دفترچه تشخیص بیماری‌های روانی انجمن روان‌پزشکی آمریکا (DSM) این بیماری در زیرگروه اختلالات کودکان با اصطلاح واکنش بیش‌فعالی جنبی به‌عنوان یک طبقه تشخیصی مطرح شد.
تحقیقاتی در داگلا کانادا این عقیده را به‌وجود آورد که هسته اصلی مشکل این افراد نقص در نگهداری توجه بر کنترل تکانه‌ها، و نوسان برانگیختگی است تا فعالیت بیش از حد؛ این پژوهش‌ها باعث شد که در چاپ سوم دفترچه آماری تشخیص بیماری‌های روانی، نام این بیماری به اختلال نقص توجه تغییر یابد.
حدود سه دهه است که اختلال بیش‌فعالی با سه نشانه اصلی تعریف می‌شود. این سه نشانه عبارت‌اند از: کم‌توجهی، بیش فعالی و تکانش‌گری. این ویژگی‌ها امروزه به دو مورد کاهش پیدا کرده‌اند: بیش‌فعالی و تکانشگری. علت حذف ویژگی نارسایی توجه آن است که نتایج پژوهش‌های متعدد نشان داده‌اند که این افراد برخلاف تصور قبلی، به‌طور اساسی دارای کم‌توجهی نیستند؛ بلکه کم‌توجهی در آنان، اختلالی ثانویه است.
تحقیقات نشان می‌دهد که ۲۵٪ خانواده‌هایی که یک عضو بیش فعال دارند، فرزند بعدی نیز بیش‌فعال خواهد شد. همچنین، تحقیقات دیگری ثابت کرده که اگر یکی از دوقلوها به بیش فعالی مبتلا باشد، ۸۲٪ احتمال ابتلای قلو دیگر نیز وجود دارد. این تحقیقات ثابت کرده‌اند که یکی از مهم‌ترین علل بیش فعالی، ژنتیک است.
بیش‌فعالی نیز از موضوع‌های مورد علاقه پژوهشگران بوده است. این ویژگی آشکارترین رفتار این افراد است. به ترتیبی که معمولاً والدین آن را به‌عنوان نخستین مشکل فرد ذکر می‌کنند با این حال، برخی از یافته‌ها نشانگر آن است که میزان جنب و جوش در این کودکان از حد عادی بیشتر نیست. رفتار تکانشگری را اینگونه توصیف می‌کنند:
- ناتوانی در کنترل، بازداری و جلوگیری از عمل
- عمل بدون تفکر، تأمل و ملاحظه
- عمل بدون پیش‌بینی، برنامه‌ریزی و توجه به پیامدهای آن
- احساس عمل آنی و خود به خود[۴۷]

ADHD به صورت فامیلی ظاهر می‌شود. عوامل ارثی محکمی در مطالعهٔ خانواده‌ها، دوقلوهای همسان و ناهمسان پیدا شد. (۱۹۹۲ و ۱۹۹۷). در یک مطالعهٔ استرالیایی بین ۱۹۳۸ خانواده با دوقلو مشخص شد که اگر یکی از دوقلوها ADHD داشته باشد، در همسان ۸۲ درصد و در ناهمسان ۳۸ درصد برادر یا خواهر او هم داراست.

## طبقه‌بندی و انواع ADHD
ADHD در طبقه‌بندی رفتارهای ناهنجار به سه دستهٔ زیر تقسیم می‌شود:
1. ADHD-I یا ADHD به‌طور برجسته بی‌توجه (قبلاً ADHD-H نامیده می‌شد یا اختلال نقص توجه بدون بیش‌فعالی)
2. ADHD-HI یا ADHD به‌طور برجسته پرتحرکی/تکانشی (رفتارهای ناگهانی)
3. ADHD-C یا ADHD ترکیبی (قبلاً ADHD+H نامیده می‌شد یا اختلال نقص توجه همراه با بیش‌فعالی) تشخصی

## تشخیص

### آزمون‌های تشخیصی
تشخیص این اختلال توسط متخصص و به کمک مصاحبه گذاشته می‌شود. استفاده از برخی آزمون‌ها هم می‌تواند در مواردی کمک کننده باشد. آزمون تخصصی توجه و تمرکز و تشخیص بیش فعالی IVA-2 یک تست نوروسایکولوژی جهت ارزیابی توجه در دو حیطه توجه دیداری و توجه شنیداری می‌باشد. اجرای آزمون پزشکی به منظور رد کردن دیگر دلایل احتمالی این علایم. جمع‌آوری اطلاعاتی از قبیل مسائل پزشکی جاری، تاریخچه پزشکی شخصی و خانوادگی و فرم‌های ثبت شده در مدرسه.
اجرای مصاحبه‌ها یا پرسشنامه‌ها برای اعضای خانواده، معلمان کودک شما یا دیگر افرادی که کودک شما را به خوبی می‌شناسند، از قبیل پرستار یا مربی کودک. از جمله مشکلاتی که منجر به بی‌قراری در کوکان بیش فعالی می‌گردد، اختلال در پردازش حسی است. معتبرترین پرسشنامه جهت بررسی اختلال حسی استفاده از پرسشنامه نمایه حسی ۲ است.
استفاده از ملاک‌های اختلال نقص توجه-بیش فعالی در راهنمای تشخیص و آماری اختلالات روانی (DSM-۵) که توسط انجمن روان‌پزشکی آمریکا چاپ شده است. اجرای مقیاس‌های درجه‌بندی اختلال ADHD به منظور کمک برای جمع‌آوری و ارزیابی اطلاعات دربارهٔ کودکتان. برخی آزمون‌های کمک تشخیصی اختلال نقص توجه- بیش‌فعالی:
- نقشه مغزی QEEG
- آزمون ارزیابی توجه و تمرکز کوتاه مدت COG
- بسته ارزیابی اختلال بیش فعالی- نقص توجه CANTAB
- آزمون ارزیابی توجه[۵۱] IVA

## اپیدمیولوژی
در ایالات متحده آمریکا حدود ۱۱٪ دانش‌آموزان به این بیماری مبتلا هستند. این اختلال در بین پسرها رایج‌تر از دخترها می‌باشد. معمولاً منظور از ADHD نوع ترکیبی آن (بیش‌فعالی+کم‌توجهی) می‌باشد. نوع ترکیبی ADHD شایع‌ترین نوع یافت شده آن در کودکی است. درجه شیوع نرخ ترکیبی ۲ تا ۱۰ درصد حتی بیشتر برای کودکان آمریکاست. در تحقیقی که در اردیبهشت ماه ۱۳۸۵ در شیراز برای شیوع نقص توجه در بین ۱۳۱۱ کودک دبستانی انجام گرفت؛ تعداد ۱۱۱ نفر (۸/۵ درصد) دارای اختلال ترکیبی۶۸ نفر (۵/۲٪) دارای اختلال نقص توجه، ۶۶ نفر (۵٪) دارای اختلال بیش‌فعالی و تکانشگری بودند. مقایسه فراوانی بروز اختلال نقص توجه، بیش‌فعالی و تکانشگری و اختلال ترکیبی در گروه‌های سنی مختلف در جدول ۳ نشان داده شده است. در گروه‌های سنی ۷ و ۱۱ ساله بروز اختلال ترکیبی بیش از سایر گروه‌ها بود اما بروز بیش‌فعالی و تکانشگری در ۸ سالگی افزایش و سپس پس از ۸ سالگی کاهش داشت. بروز اختلال نقص توجه در ۱۱ سالگی افزایش نشان داد. یک تحقیق در کانادا نشان داد که میزان ماکزیمم ADHD در بعضی سال‌ها برای پسران بین ۶ تا ۹ سال بالا و برای سنین ۱۴تا ۱۵ سال پایین است؛ اگرچه میزان بروز ADHD در پسرها ۹ درصد است. در مقابل این میزان برای دختران ۳ درصد می‌باشد. (۱۹۸۹) کودکان با ADHD نوع بی‌توجه خیلی دیرتر و در سال‌های آخر دبستان برای تشخیص راهنمایی می‌شوند. در این نوع دختران شایع‌ترند. (۱/۴ درصد پسران، ۱/۳ درصد دختران).
در طی بررسی در سال ۲۰۰۳ در کره جنوبی نشان داده شد ۹/۴ درصد از کودکان سرآمد مورد مطالعه‌شان دارای ADHD هستند. همچنین در مرکز گسترش سرآمدها در دنور حدود ۱۰ درصد از ۳۰۰۰ سرآمد مورد مطالعه تشخیص ADHD داشتند. هرچند آمار دقیقی در این مورد وجود ندارد اما تعداد قابل توجهی از کودکان سرآمد با ADHD وجود دارد.

## مدیریت
دارودرمانی
درمان دارویی ADHD براساس داروهای محرک سیستم اعصاب مرکزی و داروهای غیر محرک استوار است. از جمله داروهای محرک داروی متیل فنیدیت (با نام تجاری قرص ریتالین)، آدرال، فوکالین، کُنسرتا (متیل فنیدیت پیوسته رهش) لیزدگزامفتامین (قرص ویوانس) و سایر داروهای آمفتامینی است. داروهای غیرمحرک شامل آتوموکستین (مهارکننده بازجذب نوراپینفرین) می‌باشد. این داروها با وجود مکانیسم اثر متفاوتی که دارند همه با افزایش مقدار ناقل‌های عصبی دوپامین و نوراپی‌نفرین تأثیر خود را می‌گذارند. نتیجه تحقیقات فراوان نشان دهنده این است که افراد مبتلا به ADHD به دلیل ساختار متفاوت مغز خود، مقدار کمتری ازین دو ناقل عصبی (خصوصا نوراپی‌نفرین) در مغز خود دارند.
درمان‌های غیردارویی این بیماری عبارت‌اند از: کاردرمانی، گفتار درمانی و درمان شناختی رفتاری، خانواده درمانی، مداخله در مدرسه، آموزش مهارت‌های اجتماعی، آموزش مدیریت والدین و نوروفیدبک.
در اینجا راهکارهای رفتاری جهت مدیریت ADHD در کودکانتان به تفصیل آمده است:

###### تشویق با پاداش‌های مثبت
کودکان مبتلا به ADHD ممکن است بیش از سایرین مورد انتقاد قرار گیرند که این موضوع می‌تواند تأثیر منفی بر عزت نفس‌شان داشته باشد. به همین دلیل، تلاش کنید رفتارهای مثبت را به‌طور منظم تشخیص داده و با پاداش و تمجید مناسب، آنها را تقویت کنید؛ این روش جایگزین مؤثری برای تمرکز صرف بر نکات منفی است.

###### استفاده از جملات کوتاه و دستورالعمل‌های عملی
در هنگام ارتباط با کودک، بهتر است از جملات مختصر و واضح استفاده کنید. برقراری تماس چشمی و لمس آرام بازو یا شانه کودک می‌تواند توجه او را جلب کند. به جای بیان سوالات و جملات پیچیده، دستورات ساده و قابل فهم ارائه دهید تا کودک بتواند به راحتی موضوع را درک کند.

###### ایجاد عادت‌های سالم
در صورتی که کودک شما دارو مصرف می‌کند، رعایت دقیق دستور پزشک اهمیت ویژه‌ای دارد؛ در صورت بروز هرگونه مشکل، حتماً با پزشک مشورت کنید. همچنین، اطمینان حاصل کنید که کودک به میزان کافی می‌خوابد، از یک رژیم غذایی متعادل شامل سه وعده اصلی، یک میان‌وعده و مایعات کافی بهره‌مند است و در برنامه روزانه‌اش فعالیت بدنی منظم دارد. این عادات سالم نقش مهمی در بهبود وضعیت و کاهش علائم ADHD دارند.

###### ایجاد برنامه منظم برای تکالیف و کارهای خانه
تدوین یک برنامه روزانه که شامل فهرستی از وظایف مانند تکالیف درسی، کارهای خانه، آماده شدن برای خواب و مدرسه باشد، می‌تواند به کودک کمک کند تا از مسئولیت‌های خود آگاه شود. تعیین زمان و مکان مشخص برای انجام تکالیف و استفاده از تایمر برای یادآوری پیشرفت کارها، از جمله روش‌هایی است که باعث بهبود تمرکز و سازماندهی او می‌شود. همچنین، در صورت نیاز، از وقفه‌های کوتاه برای تجدید نشاط یا تغییر فعالیت بهره ببرید.

###### تقویت مهارت‌های اجتماعی و برقراری روابط دوستانه
الگوی رفتاری مناسبی برای کودک باشید و زمان‌های مشخصی را برای فعالیت‌های مشترک در نظر بگیرید تا رابطه‌ای مستحکم بین والدین و فرزند شکل بگیرد. کودک را تشویق کنید تا ارتباطات دوستانه با هم‌سالان خود برقرار کند. در سنین پایین‌تر ممکن است نیاز به برگزاری فعالیت‌های گروهی توسط والدین باشد تا کودک فرصت تعامل با دیگران را پیدا کند. همچنین، نکات و تکنیک‌هایی برای تقویت مهارت‌های اجتماعی آموزش دهید تا او بتواند روابط پایداری ایجاد کند.
این راهکارها می‌توانند به عنوان ابزارهایی مؤثر در مدیریت ADHD و ارتقای کیفیت زندگی کودک شما مورد استفاده قرار گیرند.

## سینما
- مامان (۲۰۱۴)
- شور زندگی (۱۹۵۶)